# 賈國維
賈國維（1671年—1743年），字奠坤，一字千仞，江蘇高郵人。
賈良璧次子。康熙十年（1671年）出生，康熙三十五年（1696年）丙子科順天舉人，康熙四十五年（1706年）丙戌科探花，授翰林院编修。康熙帝第四次南巡高郵時，獻上《萬壽無疆》、《黃淮永奠賦》。入值南書房，未嘗外放考官、學政。曾任《康熙字典》纂修官。康熙五十年因“行止不端”被革職。晚年留心淮揚水利。卒于乾隆八年（1743年）。著有《太史算》、《望尘集》等。